# Victor-Joseph de Chevillard
Victor-Joseph de Chevillard dit de Marlioz, né le 21 février 1757 et mort le 15 septembre 1836 à Aix, est un militaire sarde et un homme politique français du Premier Empire.

## Biographie

### Origines et formation
Joseph Louis Victor Chevillard naît le 21 février 1757, dans le château de Marlioz, à Aix, dans le duché de Savoie,,. Il est le fils de Charles Sylvestre de Chevillard, et de Louise Marie Laurent.
La famille de Chevillard appartient à la bourgeoisie locale, « possessionnée dans la partie méridionale des « Côtes » », possédant surtout le domaine de Marlioz constitué d'un château, des dépendances et d'un parc. L'ensemble accueille des thermes qui ont fait la fortune de la famille,. Son grand-père et son père sont issus du milieu des professions judiciaires, ils sont avocats près du Sénat de Savoie.
Toutefois, Victor-Joseph de Chevillard suit les traces de son arrière-grand père, maréchal des logis de cavalerie, en s'engageant dans une carrière militaire.

### Carrière militaire
En mai 1773, il incorpore la marine sarde, qui vient d'être créée, à l'âge de 16 ans, comme volontaire,. Il obtient les grades de garde-marine (1775), puis de sous-lieutenant de bord (1778) puis lieutenant (1787),. Il devient capitaine en 1790, « après avoir battu les Barbaresques au large de Cagliari, le 21 juillet, à la tête des garde-côtes de l'île de Sardaigne. » Il change d'armes en passant dans l'infanterie, où il est « décoré des grade et ancienneté de capitaine d'infanterie » en 1791, puis major deux ans plus tard.
Il défend Nice, base de la marine sarde, en 1792 contre les troupes révolutionnaires françaises. Il participe à la lutte contre les corsaires barbaresques, notamment à la prise de navires (1793),,. Le 3 janvier 1794, il capture notamment un chebec algérois équipé de 18 canons et en détruit un second, permettant notamment la libération d'esclaves chrétiens,,. Ces exploits lui permettent d'obtenir le titre de « colonel commandant d'un régiment de troupes légères »,, en 1795.
Au cours du conflit entre les troupes révolutionnaires françaises et le royaume sarde, il sert sous les ordres du général Michelangelo Alessandro Colli-Marchi,. Il est chargé notamment de la défense du col de Tende et des villes de Mondovi et de Coni, dans le Piémont.
En 1795, il est promu major commandant d'un bataillon de chasseurs, puis l'année suivant il devient lieutenant colonel d'infanterie, avant prendre le commandement du régiment des troupes légères sardes, mai 1797.
Les troupes françaises sont victorieuses sur les troupes sardes. Victor-Joseph de Chevillard passe à la Grande Armée de Napoléon, dès l'An V. Au cours de l'An XI, il organise le bataillon des tirailleurs du Pô. Il intègre, en l'An XII, la Légion du Midi — ancienne Légion Piémontaise rebaptisée en juin 1804 —, avec le grade de colonel,, (cf. Origines de la Légion étrangère). Le 2 floréal an XII (22 avril 1804), il est décoré de la Légion d'Honneur.
Il est admis à la retraite avec le grade de colonel en 1806,, à l'âge de 65 ans. Il est autorisé à revenir s'installer dans sa ville natale.

### Carrière politique
Au cours de l'occupation française, le Sénat conservateur fait appel à lui en mai 1809 pour représenter le département du Mont-Blanc. Il siège ensuite au Corps législatif, du 2 mai 1809 au 4 juin 1814,. Il est ensuite élu à la Chambre des députés, du 4 juin 1814 au 20 mars 1815,.
Le 26 avril 1810, il est fait Chevalier de l'Empire.

### Retraite et mort
À la suite des traités de Paris (1814) pour une partie du duché de Savoie, puis la totalité du territoire avec le second traité de Paris (1815), il est nommé d'office syndic de la ville syndic d'Aix, par Lettres patentes du 7 janvier 1823. Il occupe cette charge « jusqu'au mois de janvier 1833, après avoir rempli cinq mandats consécutifs. »
Il est élu le 4 janvier 1824 à l'Académie des sciences, belles-lettres et arts de Savoie, avec pour titre académique Effectif (titulaire).
Victor-Joseph de Chevillard meurt à Aix, dans son château, le 15 septembre 1836,,.

## Distinctions
- Chevalier de l'ordre des Saints-Maurice-et-Lazare
- Commandant de l'Ordre militaire de Savoie
- Officier de la Légion d'honneur[Quand ?]
- Chevalier de l'Empire[7], le 26 avril 1810[4]